# Enhalus acoroides
Enhalus acoroides ist die einzige Art der Pflanzengattung Enhalus innerhalb der Familie der Froschbissgewächse (Hydrocharitaceae). Diese submerse Wasserpflanze kommt entlang der Küste des Indischen und westlichen Pazifischen Ozeans vor.

## Beschreibung
Die Wurzeln sind robust, 10 bis 20 Zentimeter lang und haben einen Durchmesser von 3 bis 5 Millimeter. Die Blätter messen 0,3 bis 1,5 Meter × 1 bis 2 Zentimeter. Sie sind ganzrandig, weisen eine stumpfe Spitze auf und besitzen 13 bis 19 Blattadern. 
Der Stiel der männlichen Blütenstände ist ungefähr 5 Zentimeter lang. Die Hochblätter sind sitzend, leicht gekielt und ihre Mittelrippe ist behaart. Die männlichen Blüten sind gestielt. Die Kelchblätter sind weiß, länglich und ungefähr 2 Millimeter lang. Die Kronblätter sind ebenfalls weiß, aber größer als die Kelchblätter. Die Staubblätter sind 1,5 bis 2 Millimeter groß und weiß. Die weiblichen Blüten besitzen einen bis 50 Zentimeter langen Blütenstiel, der nach der Blütezeit gedreht und zusammengezogen ist. Die Hochblätter messen 4 bis 6 × 1 bis 2 Zentimeter, ihre Mittelrippe ist gekielt und scheinbar behaart. Die Kelchblätter sind rötlich. Die Kronblätter sind 4 bis 5 Zentimeter × 3 bis 4 Millimeter groß, weiß, bandförmig und stark gefaltet. Der Fruchtknoten ist eiförmig und weist lange Haare auf. 
Die haarigen und rippigen Früchte sind eiförmig und 5 bis 7 Zentimeter groß. Die Samen sind winklig und haben einen Durchmesser von 1 bis 1,5 Zentimeter.
Die Blütezeit liegt im Mai.

## Vorkommen
Enhalus acoroides kommt entlang der Küste des Indischen und westlichen Pazifischen Ozeans von Afrika über Indien und Sri Lanka, Myanmar und Kambodscha, Malaysia und Indonesien bis China (Hainan) und den Philippinen im Norden sowie Australien vor. Sie lebt entlang der Küste untergetaucht im flachen Meer.

## Systematik
Die Erstbeschreibung unter dem Namen (Basionym) Stratiotes acoroides erfolgte 1782 durch Carl von Linné dem Jüngeren. John Forbes Royle stellte sie 1839 in die Gattung Enhalus. Ein Synonym für Enhalus acoroides L.f. ist Enhalus koenigii Rich.

## Verwendung
Die Samen sind essbar, entweder roh oder gekocht.

## Belege
- Qingfeng Wang, Youhao Guo, Robert R. Haynes, C. Barre Hellquist: Enhalus acoroides. In: Flora of China Volume 23 Hydrocharitaceae. S. 91 u. 97 (Gattung und Art)